# Шавлик, Ронни
Рональд Дин «Ронни» Шавлик (англ. Ronald Dean "Ronnie" Shavlik; 4 декабря 1933, Денвер, Колорадо, США — 27 июня 1983, Роли, Северная Каролина, США) — американский профессиональный баскетболист, завершивший карьеру.

## Ранние годы
Ронни Шавлик родился в городе Денвер (штат Колорадо), учился в Денверской Восточной школе, в которой играл за местную баскетбольную команду.

## Студенческая карьера
В 1956 году окончил Университет штата Северная Каролина, где в течение трёх лет играл за команду «НК Стэйт Вульфпэк», в которой провёл успешную карьеру. При Шавлике «Вульфпэк» два раза выигрывали регулярный чемпионат конференции Атлантического Побережья (ACC) (1955—1956) и три раза — турнир конференции Атлантического Побережья (1954—1956), а также два раза выходили в плей-офф студенческого чемпионата США (1954, 1956). В 1954 году «Вульфпэк» дошли до 1/8 финала турнира NCAA (англ. Sweet Sixteen), где проиграли команде «Ла-Сэлле Эксплорерс» со счётом 81—88.
Ровесник Шавлика Дики Хемрик, игравший в команде «Уэйк-Форест Димон Диконс», установил рекорд конференции ACC по подборам, который до сих остаётся непревзойдённым (1802 подбора, играл в 1951—1955 годах), на втором месте идёт 4-кратный чемпион НБА Тим Данкан, также выступавший за «Демон Диконс» (1570, 1993—1997), третье место занимает сам Ронни, сделавший за свою карьеру 1567 подборов. Лидером первого дивизиона NCAA по подборам за всю историю лиги является Том Гола, сделавший 2201 подбор, Шавлик же в данном показателе занимает 18-е место.
В 2002 году к пятидесятилетнему юбилею конференции Атлантического Побережья (ACC) Шавлик был включён в символическую сборную, в которую вошли пятьдесят величайших игроков за всю историю ACC. Свитер с номером 83, под которым выступал Шавлик, был закреплён за ним и выведен из употребления, кроме того он был включён в спортивный зал славы Северной Каролины.

## Карьера в НБА
Играл на позиции лёгкого форварда, тяжёлого форварда и центрового. В 1956 году был выбран на драфте НБА под 4-м номером командой «Нью-Йорк Никс», в составе которой провёл всю свою непродолжительную профессиональную карьеру. Всего в НБА провёл 2 неполных сезона. Один раз признавался баскетболистом года среди студентов конференции Атлантического Побережья (1956), один раз включался в 1-ю всеамериканскую сборную NCAA (1956), а также один раз — во 2-ю всеамериканскую сборную NCAA (1955). Всего за карьеру в НБА сыграл 8 игр, в которых набрал 10 очков (в среднем 1,3 за игру), сделал 23 подбора и 0 передач.

## Смерть
Ронни Шавлик умер 27 июня 1983 года на 50-м году жизни в городе Роли (штат Северная Каролина). Его внук, Рональд Шавлик Рэндольф, который родился через пять месяцев после смерти деда, в студенческие годы игравший за «Дьюк Блю Девилз», в настоящее время выступает за клуб НБА «Финикс Санз».

## Статистика

### Статистика в НБА
| Сезон                                                                                    | Команда  | Регулярный сезон | Регулярный сезон | Регулярный сезон | Регулярный сезон | Регулярный сезон | Регулярный сезон | Регулярный сезон | Регулярный сезон | Регулярный сезон | Регулярный сезон | Регулярный сезон | Серия плей-офф | Серия плей-офф | Серия плей-офф | Серия плей-офф | Серия плей-офф | Серия плей-офф | Серия плей-офф | Серия плей-офф | Серия плей-офф | Серия плей-офф | Серия плей-офф |
| Сезон                                                                                    | Команда  | GP               | GS               | MPG              | FG%              | 3P%              | FT%              | RPG              | APG              | SPG              | BPG              | PPG              | GP             | GS             | MPG            | FG%            | 3P%            | FT%            | RPG            | APG            | SPG            | BPG            | PPG            |
| ---------------------------------------------------------------------------------------- | -------- | ---------------- | ---------------- | ---------------- | ---------------- | ---------------- | ---------------- | ---------------- | ---------------- | ---------------- | ---------------- | ---------------- | -------------- | -------------- | -------------- | -------------- | -------------- | -------------- | -------------- | -------------- | -------------- | -------------- | -------------- |
| 1956/57                                                                                  | Нью-Йорк | 7                |                  | 10,3             | 18,2             |                  | 40,0             | 3,1              | 0,0              |                  |                  | 1,4              | Не участвовал  | Не участвовал  | Не участвовал  | Не участвовал  | Не участвовал  | Не участвовал  | Не участвовал  | Не участвовал  | Не участвовал  | Не участвовал  | Не участвовал  |
| 1957/58                                                                                  | Нью-Йорк | 1                |                  | 2,0              | 0,0              |                  | -                | 1,0              | 0,0              |                  |                  | 0,0              | Не участвовал  | Не участвовал  | Не участвовал  | Не участвовал  | Не участвовал  | Не участвовал  | Не участвовал  | Не участвовал  | Не участвовал  | Не участвовал  | Не участвовал  |
|                                                                                          | Всего    | 8                |                  | 9,3              | 17,4             |                  | 40,0             | 2,9              | 0,0              |                  |                  | 1,3              | Не участвовал  | Не участвовал  | Не участвовал  | Не участвовал  | Не участвовал  | Не участвовал  | Не участвовал  | Не участвовал  | Не участвовал  | Не участвовал  | Не участвовал  |
| Наведите курсор мыши на аббревиатуры в заголовке таблицы, чтобы прочесть их расшифровку. |          |                  |                  |                  |                  |                  |                  |                  |                  |                  |                  |                  |                |                |                |                |                |                |                |                |                |                |                |

### Статистика в NCAA
| Сезон | Команда                 | Conf  | Class | GP | GS | MPG | FG%  | 3P% | FT%  | RPG  | APG | SPG | BPG | PPG  |
| --- | ----------------------- | ----- | ----- | -- | -- | --- | ---- | --- | ---- | ---- | --- | --- | --- | ---- |
| 1953/54 | Северная Каролина Стэйт | ACC   | SO    | 33 |    |     | 38,1 |     | 56,7 | 13,4 |     |     |     | 15,8 |
| 1954/55 | Северная Каролина Стэйт | ACC   | JR    | 32 |    |     | 40,2 |     | 70,0 | 18,2 |     |     |     | 22,1 |
| 1955/56 | Северная Каролина Стэйт | ACC   | SR    | 28 |    |     | 41,3 |     | 68,7 | 19,5 |     |     |     | 18,2 |
| Всего | Всего                   | Всего | Всего | 93 |    |     | 39,8 |     | 65,7 | 16,8 |     |     |     | 18,7 |
| Наведите курсор мыши на аббревиатуры в заголовке таблицы, чтобы прочесть их расшифровку Статистика приведена с сайта sports-reference.com |                         |       |       |    |    |     |      |     |      |      |     |     |     |      |